# 矩孢小煤炱
矩孢小煤炱（学名：Meliola taityuensis）是属于小煤炱目小煤炱科小煤炱属的一种真菌，寄生在壳斗科植物上。该种分布于中国。